# Mahmud Sami al-Barudi

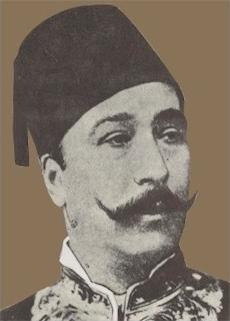
Mahmud Sami al-Barudi

Mahmud Sami bin Hassan Hussein bin Abdullah al-Barudi al-Misri (arabisch محمود سامي بن حسن حسين بن عبد الله البارودي المصري; * 5. Oktober 1839 in Damanhur; † 1904 in Kairo) war ein bedeutender ägyptischer Politiker, und ein prominenter Dichter. Er diente vom 4. Februar 1882 bis zum 26. Mai 1882 als Premierminister Ägyptens. Er war als „Herr des Schwertes und der Feder“ bekannt. Sein Vater gehörte einer osmanisch-ägyptischen Familie an, während seine Mutter eine griechische Frau war, die durch die Heirat mit seinem Vater zum Islam konvertierte.

## Werke
Er schrieb mehr als 370 Gedichte wie zum Beispiel: Jeder der lebt, wird sterben (arabisch كُلّ حيّ سيموت).